# Сулково-Борове
Сулково-Борове (пол. Sułkowo Borowe) — село в Польщі, у гміні Стшеґово Млавського повіту Мазовецького воєводства.
Населення — 165 осіб (2011).
У 1975-1998 роках село належало до Цехановського воєводства.

## Демографія
Демографічна структура станом на 31 березня 2011 року:
|          | Загалом | Допрацездатний вік | Працездатний вік | Постпрацездатний вік |
| -------- | ------- | ------------------ | ---------------- | -------------------- |
| Чоловіки | 88      | 20                 | 57               | 11                   |
| Жінки    | 77      | 17                 | 40               | 20                   |
| Разом    | 165     | 37                 | 97               | 31                   |